# 上诉法院 (土耳其)

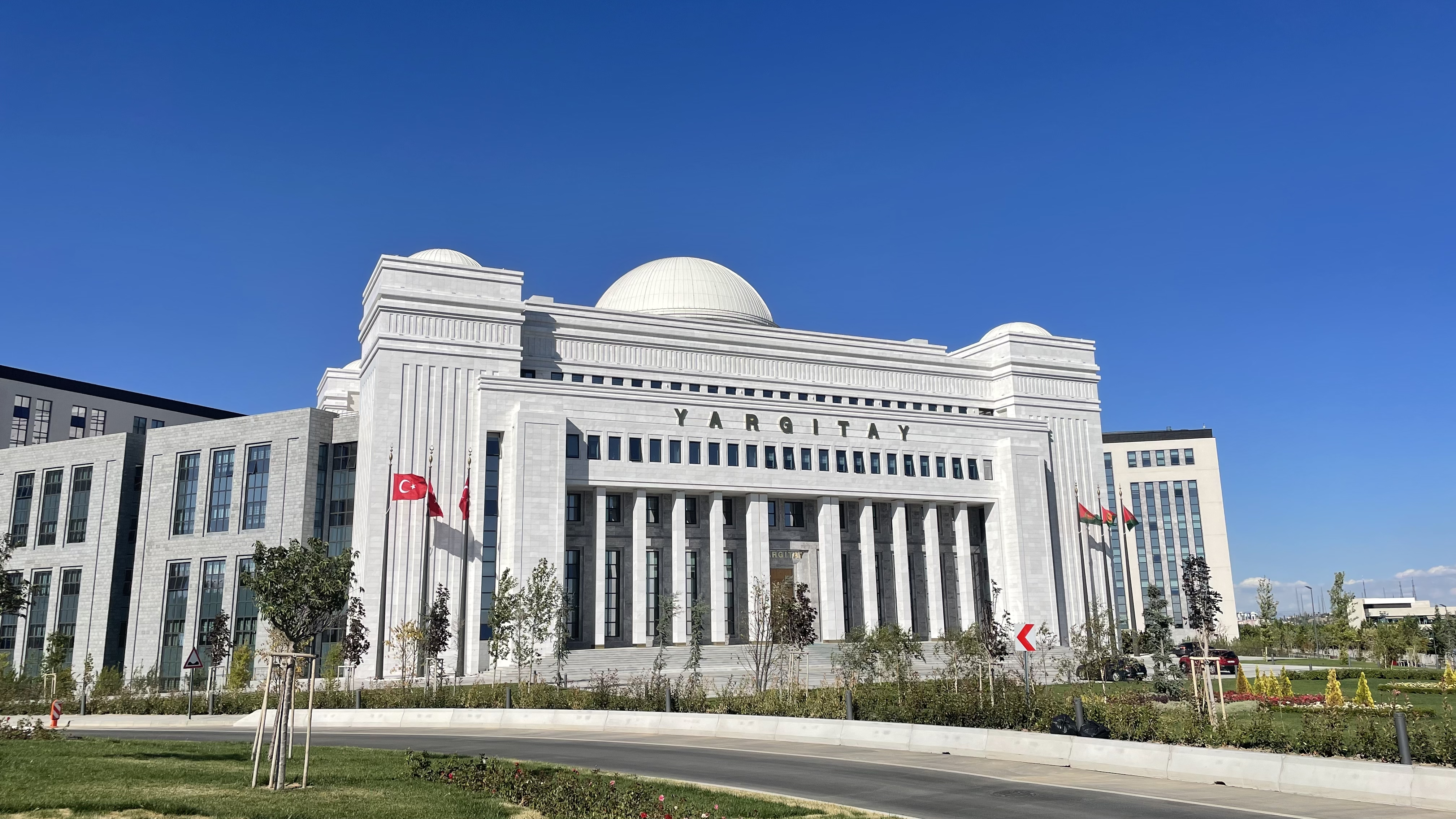
土耳其共和国最高上诉法院

土耳其共和国最高上诉法院（土耳其語：Türkiye Cumhuriyeti Yargıtay Başkanlığı），简称上诉法院（Yargıtay），是土耳其审查刑事法院和民事法院的裁判的终审机构，成立于1868年3月6日。1935年起，设于安卡拉。